# ریموند جیمز
ریموند جیمز (انگلیسی: Raymond James) شرکت خدمات مالی و بانکداری آمریکایی است، که در سال ۱۹۶۲ توسط رابرت جیمز تأسیس شد.